# Käthe Krauß
Käthe Krauß   (Dresden, 29 de novembre de 1906 - Mannheim, 9 de gener de 1970) va ser una atleta alemanya, especialista en curses de velocitat, que va competir durant la dècada de 1930.
El 1936 va prendre part en els Jocs Olímpics de Berlín, on va disputar dues proves del programa programa d'atletisme. Guanyà la medalla de bronze en els 100 metres, mentre en els 4x100 metres, fou desqualificada en la final. En aquesta prova havien aconseguit el rècord del món en sèries.
En el seu palmarès també destaquen tres medalles d'or i una de bronze als Campionats Mundials femenins de 1934 i una medalla d'or i dues de plata al Campionat d'Europa d'atletisme de 1938. També guanyà 13 campionats nacionals en 100, 200, 4x100 metres llisos, salt de llargada i pentatló.
Després de la Segona Guerra Mundial es va traslladar a Landau, on va exercir d'entrenadora. El 1952 va publicar un llibre sobre l'atletisme, titulat Der Kurzstreckenlauf.

## Millors marques
- 100 metres. 11.8" (1935)
- 200 metres. 24.4" (1938)
- 80 metres tanques. 12.2" (1936)
- Salt d'alçada. 1.51 metres (1933)
- Salt de llargada. 5.85 metres (1937)
- Llançament de pes. 11.99 metres (1933)
- Llançament de disc. 41.65 metres (1935)
- Llançament de javelina. 37.91 metres (1931)[12]